# Puerto de la Mora
El puerto de la Mora es un puerto de montaña situado en la sierra de Huétor y en terrenos pertenecientes al municipio de Huétor Santillán, en el centro de la provincia de Granada, a una altitud de 1380 metros sobre el nivel del mar. Las coordenadas de su ubicación son: 37°15′54″N 3°28′05″O / 37.26500, -3.46806. El entorno de este lugar forma parte del parque natural de Sierra de Huétor.  

## Puerto crítico
Por  este puerto discurre la autovía A-92, que comunica Andalucía Oriental con el Levante de la península ibérica, y se torna crítico cuando en invierno se producen temporales de nieve. Puntualmente, las nevadas pueden provocar el cierre de la citada autovía.